# کوه لوکوموتیو
کوه لوکوموتیو یک قله کوه با ارتفاع ۲٬۳۴۰-متر (۷٬۶۸۰-فوت) است که در جنوب غربی بریتیش کلمبیا، کانادا واقع شده‌است.
رواناب بارش از قله به شاخه‌های رودخانه فریزر می‌ریزد. نام این کوه در سال ۱۹۷۸ توسط کوهنورد کارل ریکر از باشگاه آلپاین کانادا، در ارتباط با گذرگاه راه‌آهن، نهر راه‌آهن و سایر نام‌های مرتبط با راه‌آهن پیشنهاد شد. این نام به‌طور رسمی در ۲۳ ژانویه ۱۹۷۹ توسط هیئت نام‌های جغرافیایی کانادا پذیرفته شد.
بر اساس طبقه‌بندی آب و هوای کوپن، کوه لوکوموتیو در یک منطقه آب و هوایی نیمه قطبی در غرب آمریکای شمالی واقع شده‌است. بیشتر جبهه‌های آب و هوایی از اقیانوس آرام سرچشمه می‌گیرند.